# Atarbolana setosa
Atarbolana setosa is een pissebed uit de familie Cirolanidae. De wetenschappelijke naam van de soort is voor het eerst geldig gepubliceerd in 1989 door Javed & Yasmeen.